# Dunkles Zeitalter (Kosmologie)
Das dunkle Zeitalter ist in der Kosmologie eine frühe Zeitspanne in der Geschichte unseres Universums, es war die Zeit nach der Entstehung der kosmischen Hintergrundstrahlung (Rekombinationsepoche) und vor der Entstehung der ersten Sterne. In dieser Zeit wurde von Materie weder Licht absorbiert noch ausgesandt, sie war also transparent. Zu dieser Zeit war das Universum wesentlich kleiner als heute.
Durch die Expansion des Universums wurde die Strahlung des kosmischen Mikrowellenhintergrunds (ursprünglich im sichtbaren und infraroten Licht) in den Bereich der Mikrowellen verschoben.

## Entstehung
Nachdem das Weltall so weit abgekühlt war, dass sich Licht – allgemeiner elektromagnetische Strahlung, heute als kosmische Hintergrundstrahlung beobachtbar – von Materie getrennt hatte, rund 380.000 Jahre nach dem Urknall, war sämtliche Materie neutral und transparent. Es gab keine Lichtquellen, die die abkühlenden Schwaden aus elektrisch neutralem Gas hätten beleuchten können, keine größeren Objekte und nicht einmal winzige Staubkörnchen, denn auch Kohlenstoff und all die anderen schwereren Elemente existierten zu dieser Zeit noch nicht.

## Ende
Nach weiterer Abkühlung der Gasmassen und deren Verdichtung durch die Wirkung der Gravitation wurde das dunkle Zeitalter abgelöst von dem Zeitalter der Bildung der ersten Sterne und Galaxien, das etwa 100 Millionen Jahre nach dem Urknall einsetzte. Diese ersten Sterne waren etwa hundert Mal schwerer als die Sonne und deswegen nur kurzlebig. Durch ihr UV-Licht kam es zur Reionisierungsepoche, sie ionisierten die umliegenden Gaswolken und bildeten so Blasen im interstellaren Raum.

## Erforschung
Hinweise auf das Ende des dunklen Zeitalters, den Beginn der Reionisierungsepoche und die anschließende Entwicklung erhofft man sich aus der Beobachtung der 21-cm-Linie des neutralen Wasserstoffs in der Radioastronomie. Durch die Rotverschiebung aufgrund der Expansion des Universums liegt diese Radiostrahlung der damaligen Epoche (1420 MHz) heute in einem Frequenzbereich um 50 bis 100 MHz (entspricht 6 bis 3 m).
Durch die Reionisierung sollte es ein Abfallen der Absorption im Bereich der 21-cm-Linie geben. Eine solche Beobachtung bei 78 MHz (entsprechend der Zeit rund 180 Millionen Jahre nach dem Urknall) wurde 2018 durch das kompakte EDGES-Teleskop (Experiment to Detect the Global Epoch of Reionization Signature) des MIT gemacht.
Dabei wurde auch berichtet, dass man möglicherweise Hinweise auf Dunkle Materie gefunden hätte, da die aus dem Absorptionsspektrum gefundene Temperatur des neutralen Wasserstoffs kleiner war als durch die Expansion des Universums (Kopplung an die kosmische Hintergrundstrahlung) erklärbar. Eine Erklärungsmöglichkeit ist eine zusätzliche Kühlung durch Kopplung an Dunkle Materie. Weitaus bessere Daten erhofft man sich aus dem geplanten Square Kilometre Array (SKA).